# دیوید مارسیانو
دیوید مارسیانو (انگلیسی: David Marciano؛ زادهٔ ۷ ژانویهٔ ۱۹۶۰) یک هنرپیشه اهل ایالات متحده آمریکا است.
از فیلم‌ها یا برنامه‌های تلویزیونی که وی در آن نقش داشته‌است می‌توان به به سوی جنوب اشاره کرد.

## زندگی شخصی
در سال ۱۹۹۱، مارسیانو با کتایون امینی (که همسر سابق ویچیو در آناگی جنوبی بازی کرده بود) ازدواج کرد. آنها دو دختر و یک پسر به نامهای آریانا گریس، مارسلو و مینا دارند. آنها طلاق گرفته‌اند.
پسرش مارچلو اوتیستیک است.